# Gan-Shin
Gan-Shin (jap. 岩神; Rock Spirit) - europejska, niezależna wytwórnia muzyki rockowej specjalizująca się w dystrybucji na rynku europejskim zespołów lub artystów rocka japońskiego powiązanego z modą visual kei. Została utworzona w 2004 roku przez Deville’a Schober. Wytwórnia jest aktywna w Niemczech, Francji i Wielkiej Brytanii, podpisuje kontrakty wyłącznie z zespołami z Japonii.

## Japońcy artyści i zespoły muzyczne
- 12012
- Abingdon Boys School
- An Cafe
- angela
- Aural Vampire
- The Back Horn
- Balzac
- BIS
- Crossfaith
- D
- D’espairsRay
- Dir En Grey
- Domoto Tsuyoshi
- DuelJewel
- Gackt
- GaGaalinG
- Girugamesh
- Hangry & Angry
- heidi.
- Hyde
- Ic5
- Kaen
- Kagerou
- L’Arc-en-Ciel
- LM.C
- Megamasso
- Merry
- Mix Speakers, Inc
- Moi dix Mois
- Mucc
- Nightmare
- NoGoD
- Onmyōza
- Rentrer en Soi
- Sid
- The Studs
- VAMPS
- Vidoll
- XodiacK
- Ymck
- Zoro

Dawne zespoły
- Moi dix Mois (obecnie Trisol)